# Maqueta en Huangyangtan
La maqueta de Huangyangtan es un relieve en miniatura de 630.000 m² situada al oeste del pueblo Huangyangtan y a unos 35 km al sudoeste de la ciudad Yinchuan en el territorio autónomo Ningxia de la República Popular China. Fue descubierta por un usuario alemán del programa Google Earth en 2006.
El modelo probablemente es usado por el Ejército Popular de Liberación para ejercicios militares. Han sido reproducidos un terreno de unos 450 por 350 km de Jammu y Cachemira, uno de los estados federados de la India en el Karakórum, así como partes de Aksai Chin, un territorio que se encuentra bajo administración china. En 1962 tuvo lugar en este terreno la Guerra Chino-India.
Según fuentes militares chinas, las zonas de conflictos potenciales son escenarios habituales y normales para entrenamientos militares, y el hecho de que el ejército chino se ejercite en la zona, no es de ninguna forma una señal de conflictos militares futuros, teniendo en cuenta que el clima político es tranquilo y pacífico en la zona.